# Paola Reis
Paola Reis Santos, née le 15 août 1999 à Lauro de Freitas est une coureuse cycliste brésilienne, spécialiste du BMX. Son prénom est parfois écrit sous la forme Paôla dans la presse brésilienne.

## Biographie
Paola Reis commence à faire du BMX à l'âge de 11 ans. En tant que junior (17/18 ans), elle est double championne panaméricaine en 2016 et 2017 et participe à la finale des championnats du monde de 2017, où elle termine à la septième place. En 2019, elle devient pour la première fois championne du Brésil chez les élites. Elle termine également deuxième aux Jeux panaméricains plus tard dans l'année. 
En 2021, la fédération brésilienne l'exclut de la qualification pour les Jeux olympiques de Tokyo en raison d'une violation des obligations de quarantaine. En 2022 et 2023, elle remporte de nouveau les championnats brésiliens. Toujours en 2023, elle devient championne panaméricaine, ce qui assure au Brésil une place pour les Jeux olympiques de Paris en 2024.

## Palmarès

### Jeux panaméricains
- Lima 2019
  -  Médaillée d'argent du BMX

### Championnats panaméricains
- Santiago del Estero 2016
  -  Championne panaméricaine de BMX juniors
- Santiago del Estero 2017
  -  Championne panaméricaine de BMX juniors
- Santiago del Estero 2022
  -  Médaillée d'argent du BMX
- Riobamba 2023
  -  Championne panaméricaine de BMX
- Chillán 2025
  -  Championne panaméricaine de BMX

### Championnats du Brésil
- 2016
  -  Championne du Brésil de BMX juniors
- 2019
  -  Championne du Brésil de BMX
- 2022
  -  Championne du Brésil de BMX
- 2023
  -  Championne du Brésil de BMX